# 포르투갈 육군군사방위직업학교
포르투갈 육군군사방위직업학교(Pupilos do Exército)는 1911년 포르투갈 수도 리스본에 첫 개교되어 현재에 이르고 있는 포르투갈 국립 육군 종합군사정훈교육기관이다.